# 우도가와라촌
우도가와라촌(鵜渡川原村)은 야마가타현 아쿠미군에 있던 촌이다.

## 역사
- 1889년 4월 1일 - 정촌제 시행에 수반해 우도가와라촌이 촌제를 시행해, 우도가와라촌이 성립하였다.
- 1918년 8월 1일 - 니시히라타촌, 나카히라타촌, 기타히라타촌과의 경계를 변경하였다.
- 1929년 4월 1일 - 이쿠마군 사카타정에 편입해 소멸하였다.

## 참고문헌
- 『市町村名変遷辞典』東京堂出版、1990年。